# Rémálom az Elm utcában 4. – Az álmok ura
A Rémálom az Elm utcában 4. – Az álmok ura (eredeti cím: A Nightmare on Elm Street 4: The Dream Master) 1988-ban bemutatott amerikai horrorfilm, a Rémálom az Elm utcában-filmsorozat negyedik része, a Rémálom az Elm utcában 3. – Álomharcosok (1987) folytatása. A filmet Brian Helgeland, Ken és Jim Wheat forgatókönyve alapján Renny Harlin rendezte. Freddy Kruegert ismét Robert Englund alakítja, fontosabb szerepekben Lisa Wilcox és Danny Hassel látható.
Az Amerikai Egyesült Államokban 1988. augusztus 19-én mutatták be a mozikban. Általánosságban vegyes kritikákat kapott.
Folytatása 1989-ben jelent meg Rémálom az Elm utcában 5. – Az álomgyerek címmel.

## Cselekmény
1988-ban, egy évvel az előző film eseményei után Kristent, Kincaid-et, és Joeyt kiengedték a Westin Hills intézetből és a tinédzserek ismét normális életet élhetnek családjaikkal. Kristen azonban úgy hiszi, Freddy Krueger vissza fog térni és amikor álmában Freddy kazánházában találja magát, Joeyt és Kincaidet behívja a rémálomba. Ők igyekeznek meggyőzni a lányt arról, hogy a rémalak már nem él. Másnap Kristen találkozik harcművész barátjával, Rick Johnsonnal és barátaikkal – Rick félénk, halk szavú húgával, Alice-szal, az asztmás géniusz Sheilával és egy bogaraktól irtózó, sportos lánnyal, Debbie-vel. Kincaid és Joey kérdőre vonja Kristent az álmában történtek miatt. Figyelmeztetik, ha így folytatja, azzal lehet, épp ő fogja véletlenül visszahozni Freddyt.
Aznap éjjel Kristen ébren akar maradni, de Kincaid elalszik és álmában egy szeméttelepen ébred, ahol Freddyt akaratlanul feltámasztották. Freddy egy küzdelemben felülkerekedik a fiún és végez vele. Joey is elalszik, majd különös álmot lát: a vízágyában egy gyönyörű modell úszkál, azonban a felbukkanó Freddy nemsokára Joeyt is megöli. Az iskolában Kristen értesül barátai haláláról. Mesél Ricknek, Alice-nak és Alice kiszemeltjének, Dan Jordannek Freddyről és bosszút esküszik a démoni teremtmény ellen.
Kristen rájön, hogy anyja altatókat tett az ételébe és hamarosan elalszik, ismét összetűzésbe keveredve Freddyvel. Mivel Kristen az utolsó életben lévő Elm utcai gyerek (akinek szülei felelősek voltak Freddy haláláért), Freddy arra ösztönzi a lányt, hogy egyik barátját behozza az álmába – ezzel a sorozatgyilkos új áldozatokra tehet szert. Kristen választása Alice-re esik: Freddy halálosan megsebesíti Kristent, aki halála előtt átadja álombéli erejét Alice-nak. Felébredve Alice érzi, hogy baj van, Rickkel együtt Kristen házához siet, ahol a lány hálószobája már lángokban áll.
Alice később elalszik egy tanórán és akaratlanul beszippantja Sheilát az álomba. Freddy végez Sheilával, asztmás rohamnak álcázva a tragédiát. Rick hinni kezd Alice-nak, de másnap Freddy a fiút is megtámadja, aki harcművészeti tudásával le tudja ütni Freddy pengés kesztyűjét – a kesztyű azonban átdöfi Ricket és így ő lesz Freddy következő áldozata. Alice-t minden barátjának halála megváltoztatja, ugyanis megkapja azok képességeit és személyiségjegyeit. Debbie és Dan segítségével tervet eszel ki Freddy megölésére, de amikor apja nem engedi ki a házból, Alice elalszik. Alice-on keresztül Freddy üldözőbe veszi Debbie-t, csótánnyá változtatja és összezúzza. A dühös Alice autóbalesetet szenved, miután azt hiszi, Freddyt látja és el akarja gázolni. Útitársa, Dan súlyosan megsérül és kórházba kerül. Alice hazatér és felkészül a halálos ellenségével való leszámolásra. 
Álmában Alice megmenti Dant, majd mindketten egy régi templomban kötnek ki. Dan az álomban sérülést szenved, sebészei ezért a valóságban felébresztik, Alice így egyedül marad. Bár Freddy tapasztaltabb álombéli harcosnak bizonyul, a lány barátai képességeivel száll szembe vele. Freddy már majdnem legyőzi, ekkor Alice-nak eszébe jut egy régi altatódal, melyet énekelni kezd és egy tükröt tart Freddy elé. A rémalak saját tükörképét meglátva elveszíti korábbi áldozatainak benne lakozó lelkeit, melyek fellázadtak ellene, ennek hatására Freddy teste darabokra hasad.
Hónapokkal később Dan és Alice randevúzik és Dan egy érmét dob egy szökőkútba. Egy pillanatra Alice Freddy tükörképét látja meg a vízben, de nem foglalkozik vele. Dan megkérdezi tőle, mit kívánt, a lány azonban nem válaszol.

## Szereplők
| Színész        | Szerep             | Magyar hang             | Magyar hang             |
| Színész        | Szerep             | 1. szinkron (1990–1991) | 2. szinkron (1994–2000) |
| -------------- | ------------------ | ----------------------- | ----------------------- |
| Lisa Wilcox    | Alice Johnson      | Tóth Auguszta           | Dögei Éva               |
| Andras Jones   | Rick Johnson       | Lukácsi József          | Csőre Gábor             |
| Danny Hassel   | Dan Jordan         | Szabó Sipos Barnabás    | Markovics Tamás         |
| Rodney Eastman | Joey Crusel        | Vincze Gábor Péter      | Molnár Levente          |
| Tuesday Knight | Kristen Parker     | Balázs Ági              | Mezei Kitty             |
| Ken Sagoes     | Roland Kincaid     | Salinger Gábor          | Vári Attila             |
| Brooke Theiss  | Debbie Stevens     | Kocsis Mariann          | Zsigmond Tamara         |
| Robert Englund | Freddy Krueger     | Gruber Hugó             | Harsányi Gábor          |
| Brooke Bundy   | Elaine Parker      | Földi Teri              | N/A                     |
| Nicholas Mele  | Mr. Dennis Johnson | Beregi Péter            | Horányi László          |

## Fordítás
- Ez a szócikk részben vagy egészben  az   A Nightmare on Elm Street 4: The Dream Master című angol Wikipédia-szócikk fordításán alapul.  Az eredeti cikk szerkesztőit annak laptörténete sorolja fel. Ez a jelzés csupán a megfogalmazás eredetét és a szerzői jogokat jelzi, nem szolgál a cikkben szereplő információk forrásmegjelöléseként.